# Kasper Risgård
Kasper Risgård (* 4. Januar 1983 in Aalborg) ist ein dänischer Fußballspieler in Diensten von Silkeborg IF.

## Karriere
Kasper Risgård sammelte erste Erfahrungen als Profispieler am Ende der Saison 2002/03 in der dänischen Superliga. In den ersten Spielen für seinen Verein Aalborg BK, bei dem er schon als Jugendspieler aktiv war, zeigte er einige ansprechende Leistungen, an die er jedoch im Laufe der folgenden Saison nicht anknüpfen konnte. Aufgrund dessen entschied sich Aalborg im Jahr 2004, ihn für eine Saison an den damaligen dänischen Zweitligisten FC Nordjylland auszuleihen.
Nach seiner Rückkehr zu Aalborg blieb Risgård zunächst erneut auf der Ersatzbank. Am Ende der Saison 2005/06 erhielt er die Chance, sich als Innenverteidiger zurück in die Mannschaft zu spielen, was ihm auch gelang. Im Herbst 2007 wurde er von seinem neuen Trainer Erik Hamrén in das defensive Mittelfeld versetzt. Auf dieser Position etablierte er sich, mit guten Leistungen in der Liga, der Champions League und im UEFA-Pokal, endgültig im Team. Als vorläufigen Höhepunkt seiner Karriere feierte er in der Saison 2007/08 die Dänische Meisterschaft.
Einen nächsten Karriereschritt tat Risgård im Sommer 2009 mit dem Wechsel zum deutschen Klub Arminia Bielefeld, der zuvor aus der Fußball-Bundesliga abgestiegen war. Er erhielt einen Vertrag über drei Jahre. In Bielefeld konnte sich Risgård allerdings keinen Stammplatz erkämpfen. Schon im Sommer 2010 wechselte er zu Panionios Athen, da er aufgrund sportlicher und finanzieller Gründe von Trainer Christian Ziege bei der Arminia aussortiert wurde. Dort kam er allerdings nicht zum Einsatz, so dass er zur neuen Saison nach Dänemark zurückkehrte, zum Silkeborg IF.

## Erfolge
- Dänischer Meister 2008
- Dänischer Pokalsieger 2014